# Frankenstein (film, 2004)
Frankenstein je televizijski film iz leta 2004. Film je izdala distribucija USA Network, v njem pa igrata Thomas Kretschmann kot Victor Helios (bolj znan kot Victor Frankenstein) in Vincent Pérez kot stvor, ki ga je Victor ustvaril. Producent filma je Martin Scorsesse, film pa je nastal po romanu Deana Koontza Frankenstein. Film je sicer bil začetek filmske serije ampak ker ni bil uspešen, ta ni nikoli zaživela. Koontz je kasneje napisal še pet romanov.

## Vsebina
Film ni priredba romana Mary Shelley, ampak se dogaja v modernem času v New Orleansu. Zgodba govori o norem znanstveniku, katerega skušajo ustaviti njegov stvor in dva policista (Parker Posey in Adam Goldberg). 

## Igralci
- Parker Posey kot detektivka Carson O'Conner
- Vincent Perez kot Deucalion
- Thomas Kretschmann kot Victor Helios
- Adam Goldberg kot detektiv Michael Sloane
- Ivana Miličević kot Erika Helios
- Michael Madsen kot detektiv Harker
- Deborah Duke kot Angelique
- Ann Mahoney kot Jenna
- Deneen Tyler kot Kathleen Burke
- Brett Rice kot detektiv Frye
- Stocker Fontelieu kot Patrick